# Kokyanwuti Mons
Il Kokyanwuti Mons è una struttura geologica della superficie di Venere.